# 维尔登伯滕
维尔登伯尔滕是德国图林根州的一个市镇。总面积7.81平方公里，总人口320人，其中男性158人，女性162人（2011年12月31日），人口密度41人/平方公里。